# JtoS
JtoS（ジェイトゥエス）は、日本で活動する男性2人組の音楽デュオ。所属レコード会社はMW RECORDS、所属事務所は元グッデイ。
ヒップホップ、ソウル、R&Bなどを取り入れたロートーンなラップとソウルフルなヴォーカルが特徴。

## メンバー
- JUN（ジュン）フィリピンマニラ生まれ 1984年3月29日-）A型
フィリピン生まれ。1歳の頃、サイパン島に移住し、15歳までを過ごす。
高校は、父親の母国である日本東京のインターナショナルスクールに通う。ここでHipHopグループを結成、頻繁にライブ活動を行う。この時期、日本の文化・音楽に接したことが、後に日本で音楽活動をすることにも繋がる。
その後、大学入学のためオアフ島ホノルルに渡る。ホノルルのサッカークラブで知り合ったSunnyが在籍するバンドで、ヴォーカル/MCとして活動することとなる。このことがきっかけに、日本で一緒に音楽活動することになる。
2007年春、大学を卒業後東京へ移動、Sunnyと共にJtoSを結成する。
- Sunny（サニー）大阪府生まれ 1986年7月10日-） AB型
大阪生まれ。2歳の頃、グアム島へ渡り、ハワイ島、サイパン島、6歳から20歳まではオアフ島ホノルルで育つ。両親の影響で、幼少の頃より音楽に囲まれた生活を送る。
3歳でピアノを始め、中学時代には作曲に目覚め、自己流で作曲活動を始める。高校に入学すると、いくつかのバンドを経験、ピアノとラップを担当する。
18歳の頃には、ホノルルを拠点に活動するバンドPiece of JunkのMC、キーボーディストとして精力的にライブ活動を行う。
その後、ハワイ、カルフォルニアなどで活動するトラックメーカーState- Of-Da-Artに刺激を受け、トラックメイキングにのめり込み、Hip Hop/R&Bへと傾倒していく。
2006年冬、本格的に音楽活動をするため大学を中退して帰国。2007年春、東京で再会したJUNと共にJtoSを結成する。

## ディスコグラフィー

### シングル
|     | 発売日        | タイトル     | 規格品番   | 収録曲 | 備考       |
| --- | ------------- | ------------ | ---------- | --- | ---------- |
| 1st | 2008年7月16日 | Take it Easy | DLCR-08071 | 1. Take it Easy 2. Hard Worker 3. 季節外れのクリスマス 4. Take it Easy（Inst） 5. Hard Worker（Inst） 6. 季節外れのクリスマス（Inst） | MW RECORDS |

### アルバム
|     | 発売日        | タイトル         | 規格品番   | 収録曲 | 備考       |
| --- | ------------- | ---------------- | ---------- | --- | ---------- |
| 1st | 2007年11月4日 | Dream to Reality | DLCR-07111 | 1. Dream to Reality 2. Shining Star 3. Nayandeimaska? 4. 魂 5. Who's gonna 6. Dream to Reality (instrumental) | MW RECORDS |

## ミュージックビデオ
| 監督           | 曲名                 |
| アオキリョウジ | 「Dream to Reality」 |
| 中井泰太郎     | 「Take it Easy」     |

## 出演イベント
- 2008年08月09日 - SUMMER SONIC 2008

## タイアップ一覧
Dream to Reality
ネットドラマ「恋のパラドラ」第1話「月の輝く夜に」主題歌(2007年12月11日)